# Rhein-Main

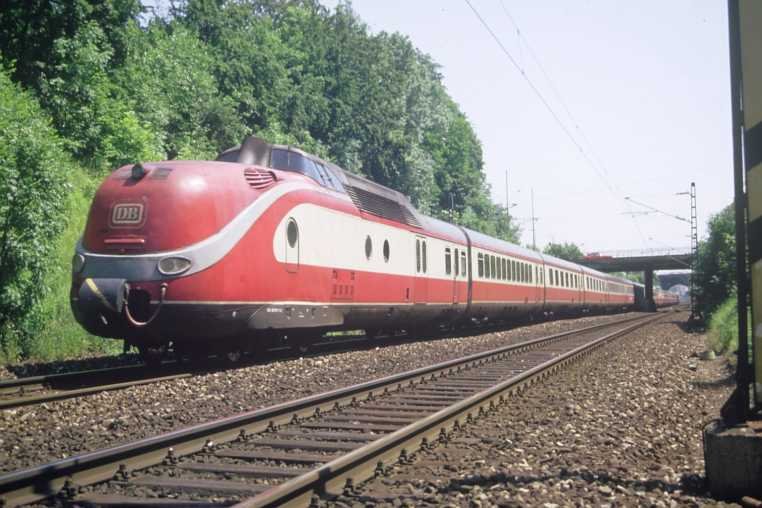
VT 11.5, waarmee vanaf december 1957 de dienst werd gereden

De Rhein-Main was een Europese internationale trein voor de verbinding Amsterdam - Frankfurt. Rhein-Main verwijst naar de twee rivieren die trein tijdens de reis volgt: de Rijn en Main.

## Trans Europ Express
De Rhein-Main Expres was een van de treinen waarmee het TEE-net in 1957 van start ging. Het betrof hier een opwaardering van de bestaande Duitse F-zug Rhein-Main Express die tussen Frankfurt am Main en het Ruhrgebied reed. De trein reed als TEE vanaf Duisburg verder naar Amsterdam en niet meer naar Dortmund. De TEE nam wel de treinnummers over, F 31 (Frankfurt - Dortmund) werd TEE 31 (Frankfurt - Amsterdam) en F 32 (Dortmund - Frankfurt) werd TEE 32 (Amsterdam - Frankfurt).

### Rollend materieel
De treindienst werd gestart met VT 08 treinstellen. Pas in december 1957 waren er voldoende VT 11.5 treinstellen afgeleverd om ook dit traject te bedienen. Vanaf 1 juni 1958 tot 31 mei 1959 werd tussen Keulen en Frankfurt gekoppeld gereden met TEE Saphir. In 1967 werd, na de elektrificatie tussen Oberhausen en Arnhem, overgestapt op elektrische tractie met getrokken rijtuigen.

#### Tractie
Als locomotieven zijn de 1100 en 1200 op het Nederlandse traject ingezet. Vanaf/tot Emmerik werd de serie 112 voor het Duitse deel van het traject ingezet en vanaf 1970 ook de serie 103.

#### Rijtuigen
Als rijtuigen werden Duitse rijtuigen van het type Rheingold ingezet.

### Route en dienstregeling
Aanvankelijk werd ook gestopt in Oberhausen, maar op 30 mei 1965 verviel deze stop. Op 28 mei 1967, toen werd overgeschakeld op getrokken materieel, werden ook de treinnummers gewijzigd. TEE 31 kreeg nummer TEE 35 en TEE 32 werd TEE 36. Een nieuwe omnummering volgde bij de invoering van de Europese treinnummering op 23 mei 1971. Hierbij kreeg TEE 35 nummer TEE 22 en TEE 36 ging verder als TEE 23
| TEE 23 | land      | station           | km  | TEE 22 |
| ------ | --------- | ----------------- | --- | ------ |
| 18:06  | Nederland | Amsterdam CS      | 0   | 11:51  |
| 18:34  | Nederland | Utrecht           | 39  | 11:22  |
| 19:09  | Nederland | Arnhem            | 97  | 10:46  |
| 19:37  | Duitsland | Emmerik           | 127 | 10:26  |
| 20:12  | Duitsland | Duisburg          | 196 | 09:45  |
| 20:24  | Duitsland | Düsseldorf        | 219 | 09:32  |
| 20:49  | Duitsland | Keulen            | 259 | 09:08  |
| 21:08  | Duitsland | Bonn              | 293 | 08:46  |
| 21:41  | Duitsland | Koblenz           | 352 | 08:14  |
| 22:30  | Duitsland | Mainz             | 444 | 07:24  |
| 22:55  | Duitsland | Frankfurt an Main | 482 | 07:00  |

Op 26 september 1971 vervielen de stops ten zuiden van Bonn voor TEE 23. Op 28 mei 1972 is de trein omgedoopt in TEE Van Beethoven.